# نوح آبرامز
نوح آبرامز (انگلیسی: Noah Abrams؛ زادهٔ ۲۳ ژانویهٔ ۱۹۹۸) بازیکن فوتبال اهل انگلستان است.